# نواشانق
نواشانق هي قرية في مقاطعة خلخال، إيران. يقدر عدد سكانها بـ 12 نسمة بحسب إحصاء 2016.